# Ligue 2 2024/25
Die Ligue 2 2024/25 (auch nach dem Sponsor, Balkrishna Industries, Ligue 2 BKT) war die 86. Austragung der zweithöchsten französischen Fußballliga. Sie begann am 17. August 2024 und endete am 10. Mai 2025.
Aufgrund der Reduzierung der Ligue 2 in der Saison 2024/25 waren dort vier Vereine abgestiegen. Aus der National (D3) kamen zwei Aufsteiger.
Am Saisonende stiegen die besten zwei Teams direkt in die Ligue 1 auf, während die Vereine auf den Plätzen drei bis fünf mit dem 16. der Ligue 1 einen weiteren Platz in der obersten Klasse ausspielen. Zwei Vereine stiegen am Ende der Saison direkt in die National (D3) ab, während der Drittletzte in der Relegation um den Klassenerhalt spielte.

## Teilnehmer
Für die Ligue 2 2024/25 hatten sich folgende Mannschaften qualifiziert:
- die drei Absteiger aus der Ligue 1 2023/24:
  -  Clermont Foot
  -  FC Lorient
  -  FC Metz
- die verbliebenen Mannschaften der Ligue 2 2023/24:
  -  AC Ajaccio
  -  SC Amiens
  -  FC Annecy
  -  SC Bastia
  -  SM Caen
  -  USL Dunkerque
  -  Grenoble Foot
  -  EA Guingamp
  -  Stade Laval
  -  Paris FC
  -  FC Pau
  -  AF Rodez
  -  ES Troyes AC
- die beiden Aufsteiger aus der National 1 2023/24:
  -  FC Martigues
  -  Red Star Paris

## Abschlusstabelle
| Pl.               | Verein             | Sp. | S  | U  | N  | Tore    | Diff. | Punkte |
| ----------------- | ------------------ | --- | -- | -- | -- | ------- | ----- | ------ |
| 1.                | FC Lorient (A)     | 34  | 22 | 5  | 7  | 068:310 | +37   | 71     |
| 2.                | Paris FC           | 34  | 21 | 6  | 7  | 055:330 | +22   | 69     |
| 3.                | FC Metz (A)        | 34  | 18 | 11 | 5  | 063:340 | +29   | 65     |
| 4.                | USL Dunkerque      | 34  | 17 | 5  | 12 | 047:400 | +7    | 56     |
| 5.                | EA Guingamp        | 34  | 17 | 4  | 13 | 057:450 | +12   | 55     |
| 6.                | FC Annecy          | 34  | 14 | 9  | 11 | 042:420 | ±0    | 51     |
| 7.                | Stade Laval        | 34  | 14 | 8  | 12 | 044:380 | +6    | 50     |
| 8.                | SC Bastia          | 34  | 11 | 15 | 8  | 043:370 | +6    | 48     |
| 9.                | Grenoble Foot      | 34  | 13 | 7  | 14 | 043:440 | −1    | 46     |
| 10.               | ES Troyes AC       | 34  | 13 | 5  | 16 | 036:340 | +2    | 44     |
| 11.               | Amiens SC          | 34  | 13 | 4  | 17 | 038:500 | −12   | 43     |
| 12.               | AC Ajaccio 1       | 34  | 12 | 6  | 16 | 030:420 | −12   | 42     |
| 13.               | Pau FC             | 34  | 10 | 12 | 12 | 039:530 | −14   | 42     |
| 14.               | AF Rodez           | 34  | 9  | 12 | 13 | 056:540 | +2    | 39     |
| 15.               | Red Star Paris (N) | 34  | 9  | 11 | 14 | 037:510 | −14   | 38     |
| 16.               | Clermont Foot (A)  | 34  | 7  | 12 | 15 | 030:460 | −16   | 33     |
| 17.               | FC Martigues (N)   | 34  | 9  | 5  | 20 | 029:560 | −27   | 32     |
| 18.               | SM Caen            | 34  | 5  | 7  | 22 | 031:580 | −27   | 22     |
| Stand: Saisonende |                    |     |    |    |    |         |       |        |

Platzierungskriterien: 1. Punkte – 2. Tordifferenz – 3. Direkter Vergleich (Punkte, Tordifferenz, geschossene Tore) – 4. geschossene Tore – 5. Auswärtstore
| Zum Saisonende 2024/25: |                                        |
| Aufstieg in die Ligue 1 2025/26 Teilnahme an den Aufstiegs-Play-offs um den Aufstieg in die Ligue 1 2025/26 Teilnahme an der Relegation Abstieg in die National 2025/26 |                                        |
| |                                        |
| Zum Saisonende 2023/24: |                                        |
| (A) | Absteiger aus der Ligue 1 2023/24      |
| (N) | Neuaufsteiger aus der National 2023/24 |

## Relegation

### Aufstieg
Teilnehmer an den Relegationsspielen um einen Platz für die folgende Ligue 1 Saison 2025/26 waren drei Vereine aus der diesjährigen Ligue 2. Hinzu kam der Verein auf Platz 16 aus der diesjährigen Ligue 1. Der Sieger in der ersten und zweiten Runde wurde in einem Spiel bestimmt, während die dritte Runde in zwei Spielen ausgetragen wurde. In der ersten Runde trafen sich die Mannschaften die am Saisonende der Ligue 2 die Plätze 4 und 5 belegten. Danach spielte der Sieger dieses Spiels in der zweiten Runde gegen den Dritten aus der Ligue 2. Die letzte Runde wurde zwischen dem Verein auf Platz 16 aus der Ligue 1 und dem Sieger der zweiten Runde ausgetragen. Der Sieger der dritten Runde erhielt einen Platz für die neue Saison in der Ligue 1.
Erste Runde
Das Spiel fand am 14. Mai 2025 statt.
|               | Ergebnis |             |
| ------------- | -------- | ----------- |
| USL Dunkerque | 1:0      | EA Guingamp |

Zweite Runde
Das Spiel fand am 17. Mai 2025 statt.
|         | Ergebnis |               |
| ------- | -------- | ------------- |
| FC Metz | 1:0      | USL Dunkerque |

Dritte Runde
Die Spiele werden am 21. und 29. Mai 2025 ausgetragen.
|         | Gesamt |             | Hinspiel | Rückspiel |
| ------- | ------ | ----------- | -------- | --------- |
| FC Metz | 4:2    | Stade Reims | 1:1      | 3:1 n. V. |

### Abstieg
Die Spiele fanden am 20. und 25. Mai 2025 statt.
|             | Gesamt |               | Hinspiel | Rückspiel |
| ----------- | ------ | ------------- | -------- | --------- |
| US Boulogne | 3:4    | Clermont Foot | 1:3      | 2:1       |

## Auszeichnungen
Am 11. Mai 2025 ehrte die französische Fußballspieler-Gewerkschaft UNFP mit den Trophées UNFP du football die besten Fußballer, Trainer und Schiedsrichter der Spielzeit.
| Auszeichnung              | Gewinner                                   | Verein                                     |
| ------------------------- | ------------------------------------------ | ------------------------------------------ |
| Spieler des Jahres        | Eli Junior Kroupi                          | FC Lorient                                 |
| Torhüter des Jahres       | Yvon Mvogo                                 | FC Lorient                                 |
| Tor des Jahres            | Rafiki Saïd                                | ES Troyes AC                               |
| Trainer des Jahres        | Olivier Pantaloni                          | FC Lorient                                 |
| Schiedsrichter des Jahres | Olivier Thual, Stéphane Panont (Assistent) | Olivier Thual, Stéphane Panont (Assistent) |

Team des Jahres: Yvon Mvogo (FC Lorient) – Alpha Sissoko (EA Guingamp), Moustapha Mbow (Paris FC), Montassar Talbi (FC Lorient), Mathieu Udol (FC Metz) – Maxime Lopez (Paris FC), Gauthier Hein (FC Metz), Laurent Abergel (FC Lorient) – Timothé Nkada (AF Rodez), Eli Junior Kroupi (FC Lorient), Jean-Philippe Krasso (Paris FC)